# Maison Mellinger
La Maison Mellinger (en hongrois : Mellinger-ház) est un édifice situé dans le 9e arrondissement de Budapest.